# جميل الريدي
جميل الريدي (مواليد 22 أكتوبر 1965) هو متزلج مصري معتزل، مثل مصر في الألعاب الأولمبية الشتوية 1984 وهو المصري الوحيد حتى الأن الذي يشارك في الألعاب الأولمبية الشتوية.